# Museo Nacional de Arte de Ucrania
El Museo Nacional de Arte de Ucrania (Ucraniano: Національний Художній Музей України) es una antigua institución cultural de la ciudad ucraniana de Kiev. Desde su creación en 1899, ha reunido obras de pintura, escultura y artes gráficas producidas en el ámbito cultural ucraniano desde el siglo xii.

## Historia

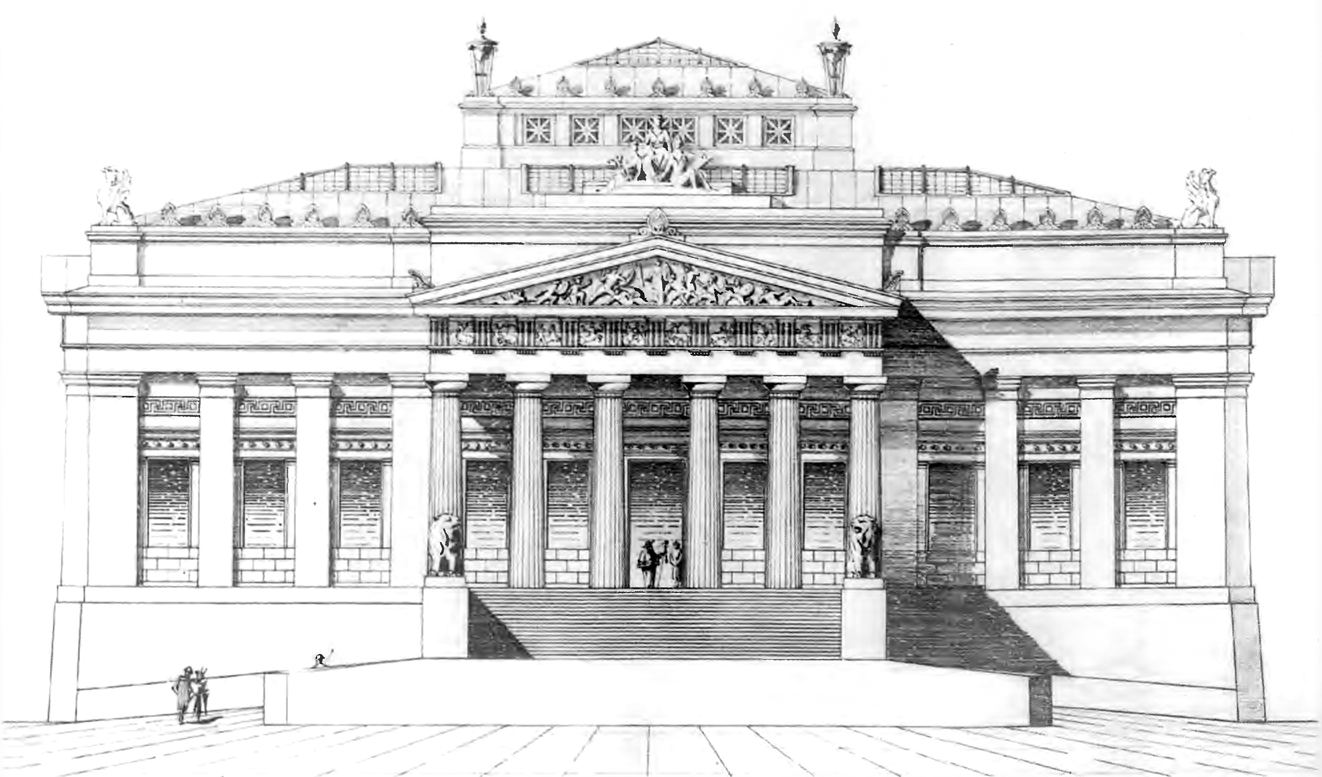
Fachada del Museo Nacional de Arte en los planes del proyecto de 1898 para construirlo.

El museo fue construido en estilo neoclásico en el año 1899 por Vladislav Gorodetsky, lo que lo convierte en el primer museo municipal en Kiev. La construcción tuvo un coste de 249 mil rublos, de los cuales, cien mil fueron aportados por el Estado y el resto por la familia del mecenas Tereschenko. La inauguración oficial del museo fue el 24 de diciembre de 1904, y recibió el nombre de Museo de Arte, Industria y Ciencia de Nicolás II de Rusia. En 1934 acogió el Museo Nacional de Historia (luego Museo Nacional de Historia de Ucrania), que en 1954 fue trasladado a un nuevo emplazamiento. Entre 1967-1972 se llevaron a cabo obras de ampliación y mejora

## Colecciones
Los fondos del Museo Nacional de arte de Ucrania albergaban a comienzos del siglo xxi unos 40 mil artículos, en su mayoría obras de pintura de Ucrania y de algunos países extranjeros. Alberga asimismo un departamento dedicado a la escultura clásica, y las colecciones de iconos, retratos de cosacos del siglo xviii (destacando la del Cosaco Mamai). Los fondos incluyen pintura del xix, pinturas del vanguardismo ucraniano, etc.

## Galería de obras

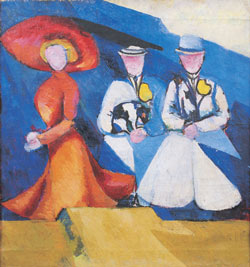
Figura de tres mujeres (1909-1910) por Aleksandra Ekster.
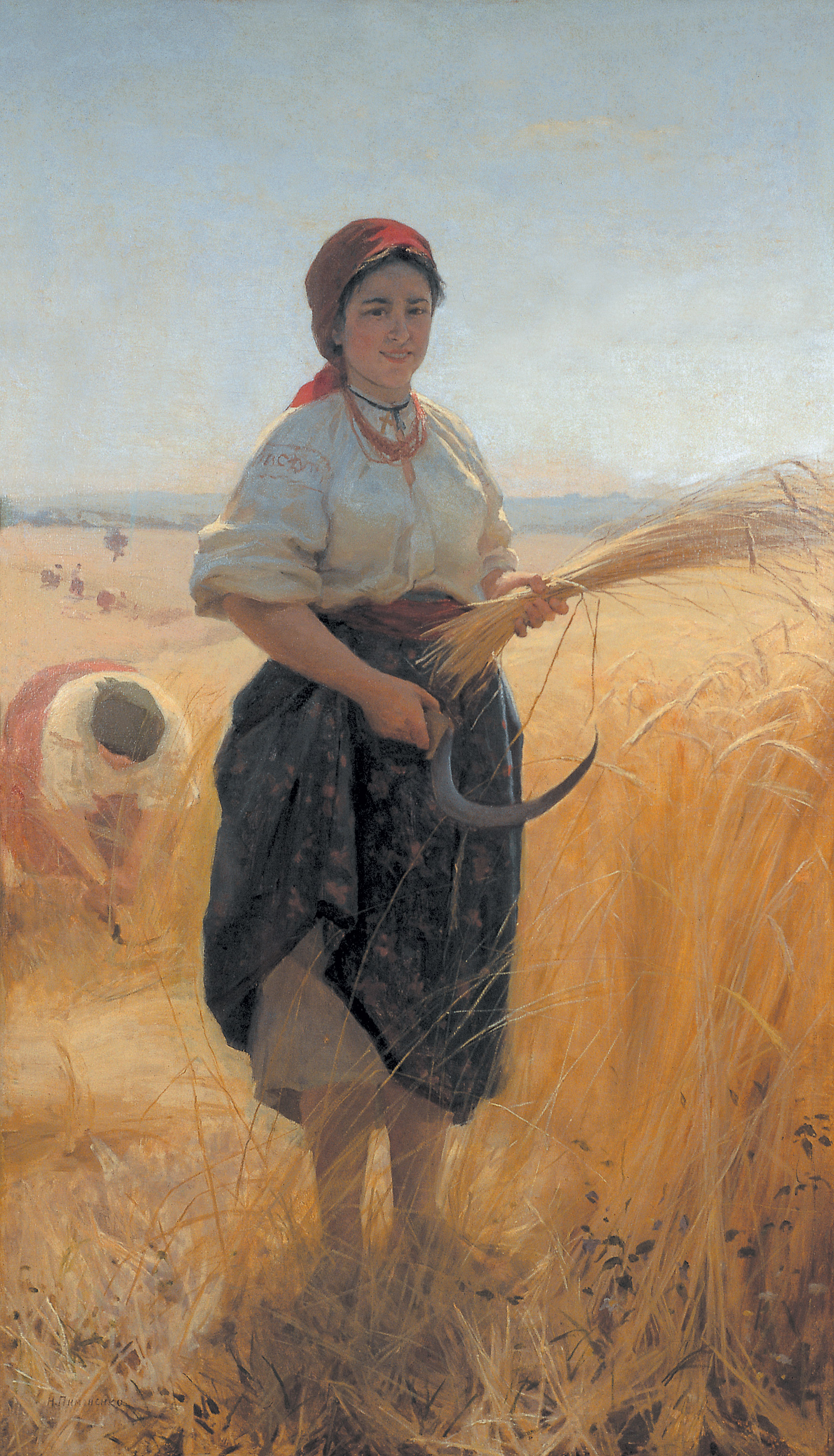
Segadora (1889) por Mykola Pymonenko.
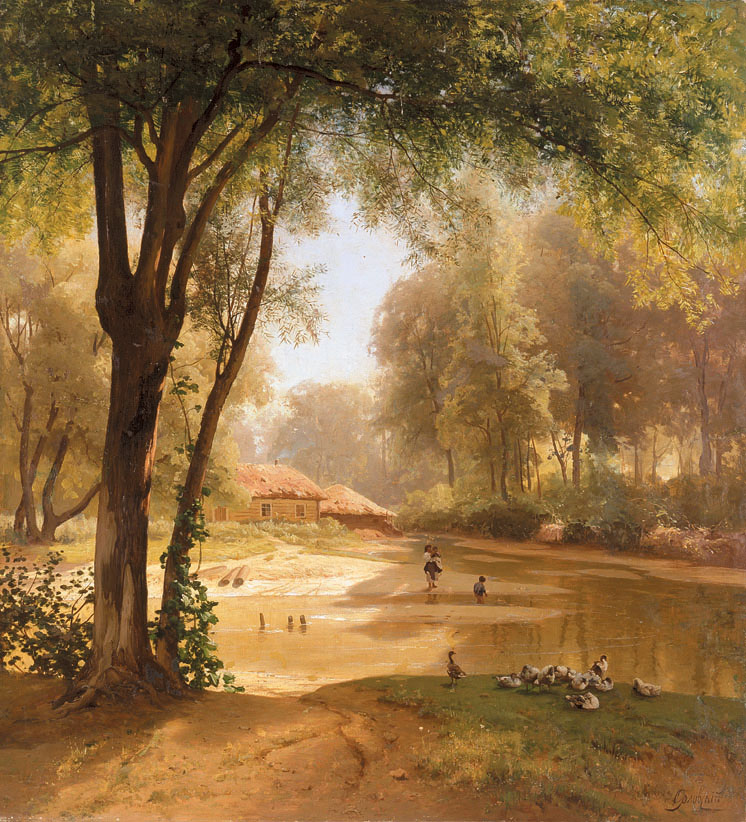
Calma (1890) por Volodímir Orlovski.
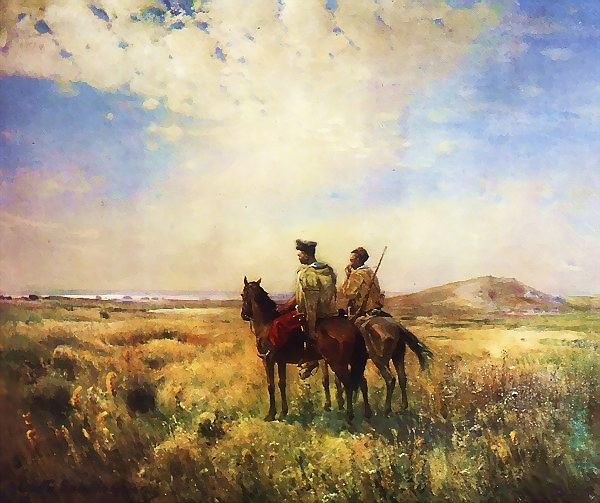
Cosacos en la estepa (ca. 1900) por Serhiy Vasylkivsky.
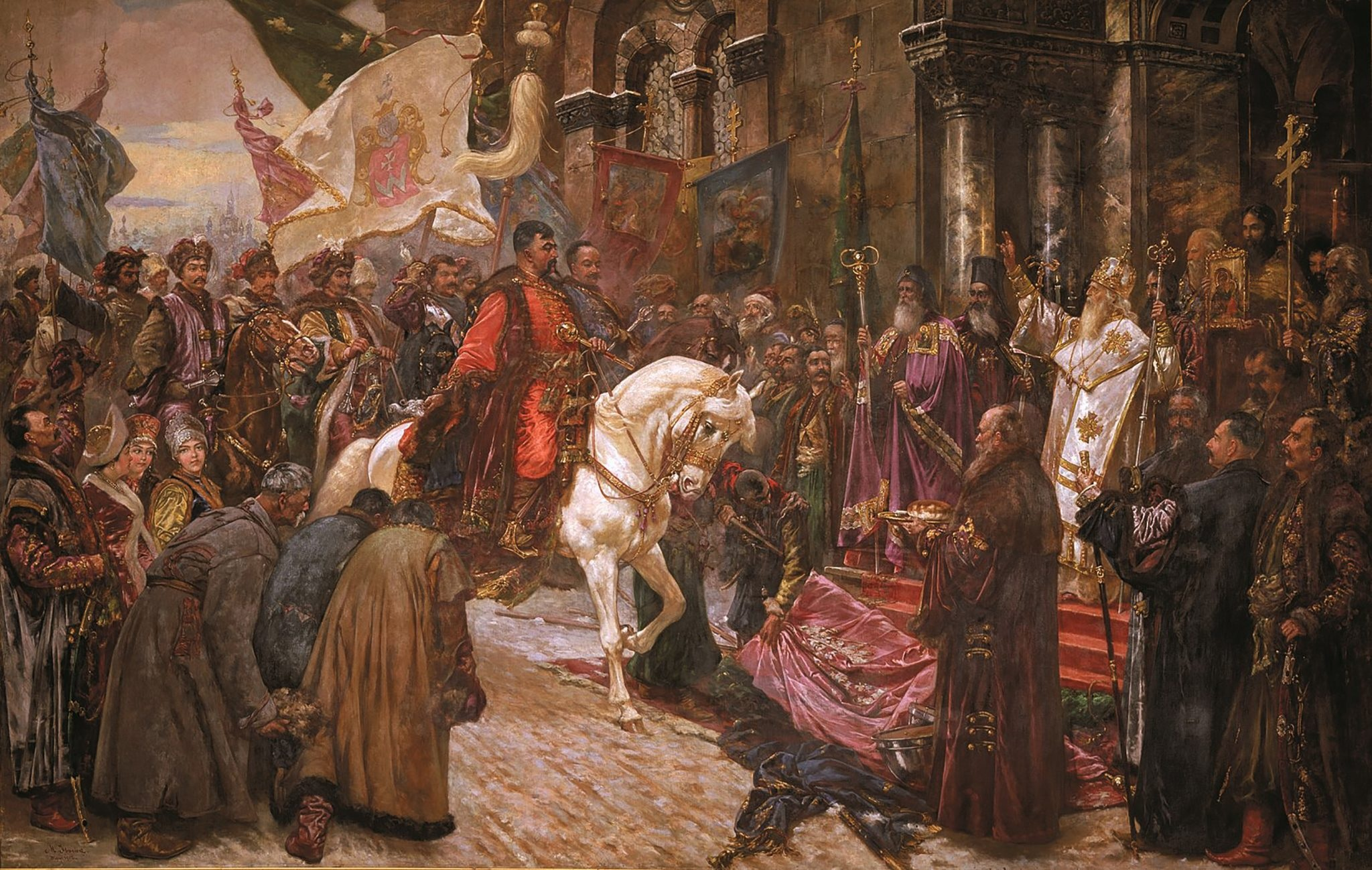
La entrada de Jmelnytsky en Kiev (1912) por Mykola Ivasiuk.
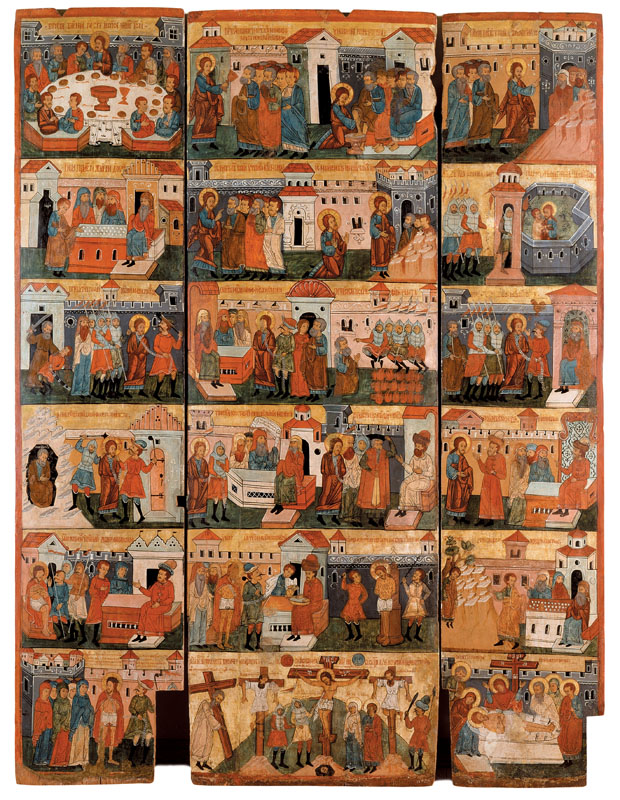
Pasión de Cristo (siglo XVI)
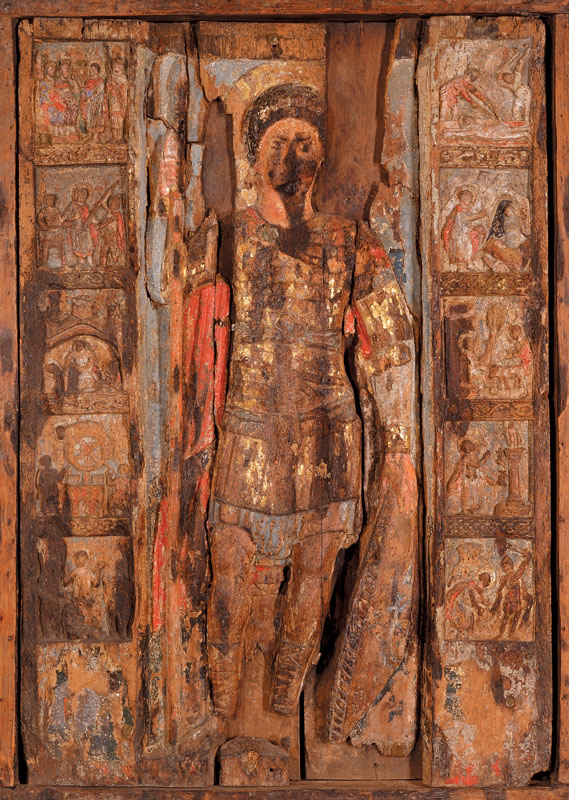
San Jorge (siglo XII)

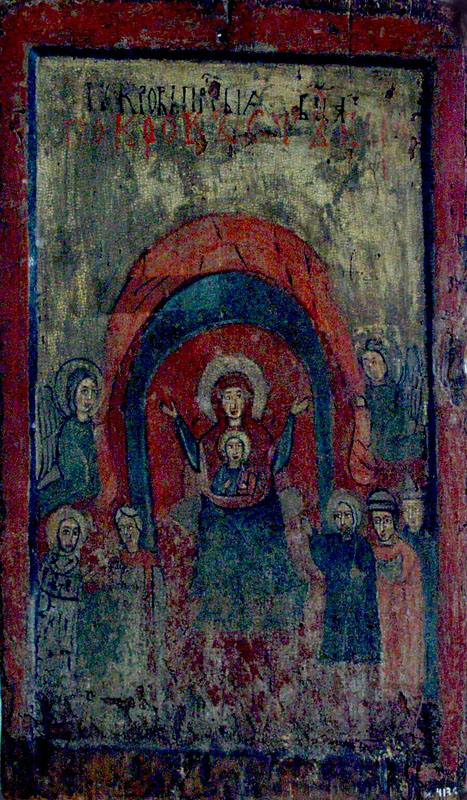
Icono Protección (siglo XII-XIII)
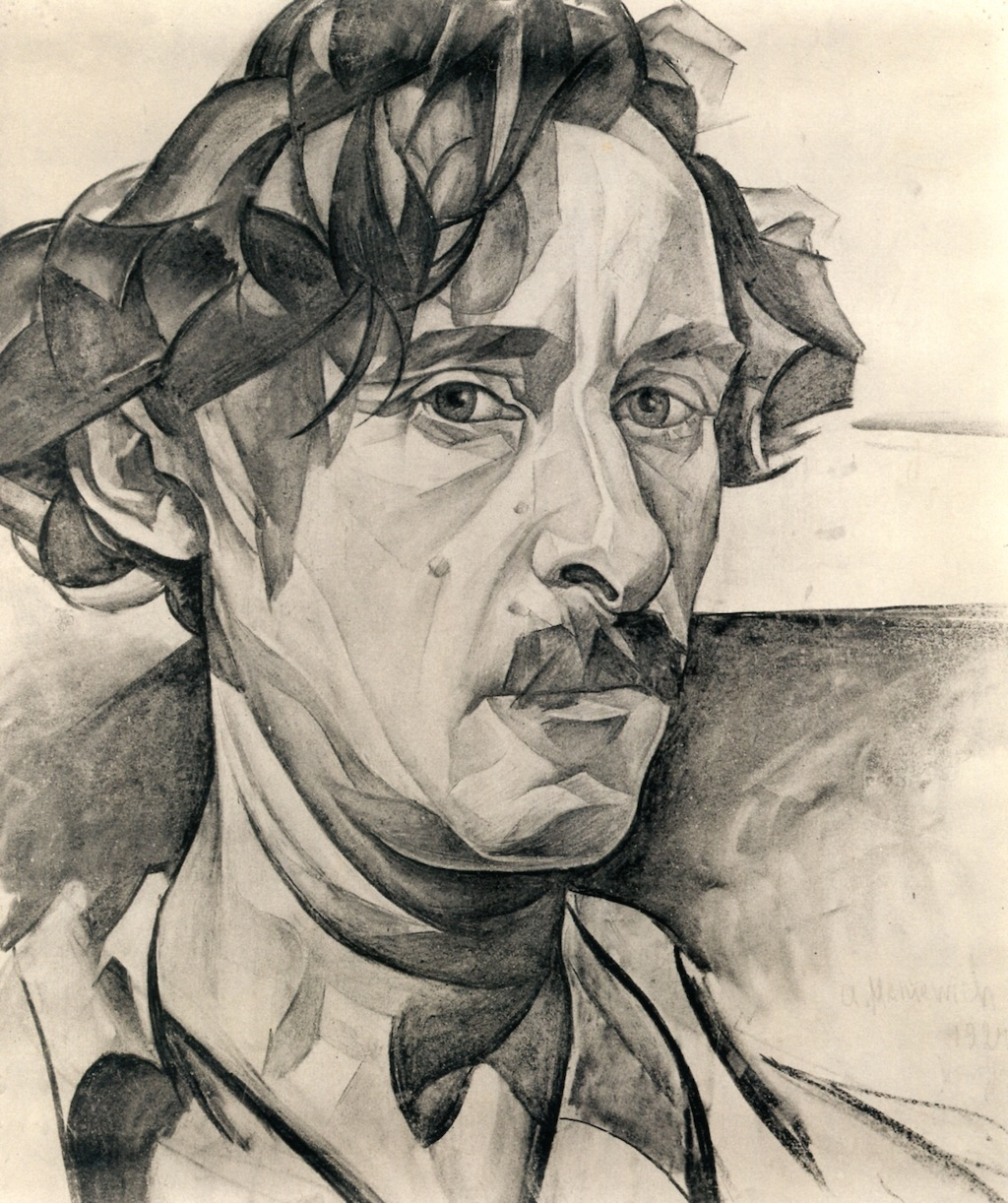
Abraham Maniévich, Autorretrato
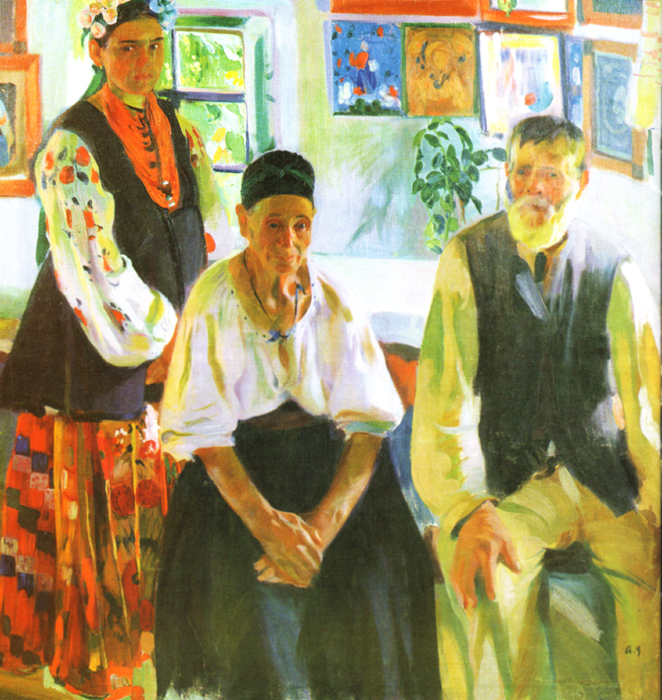
Oleksandr Murashko, El pueblo natal
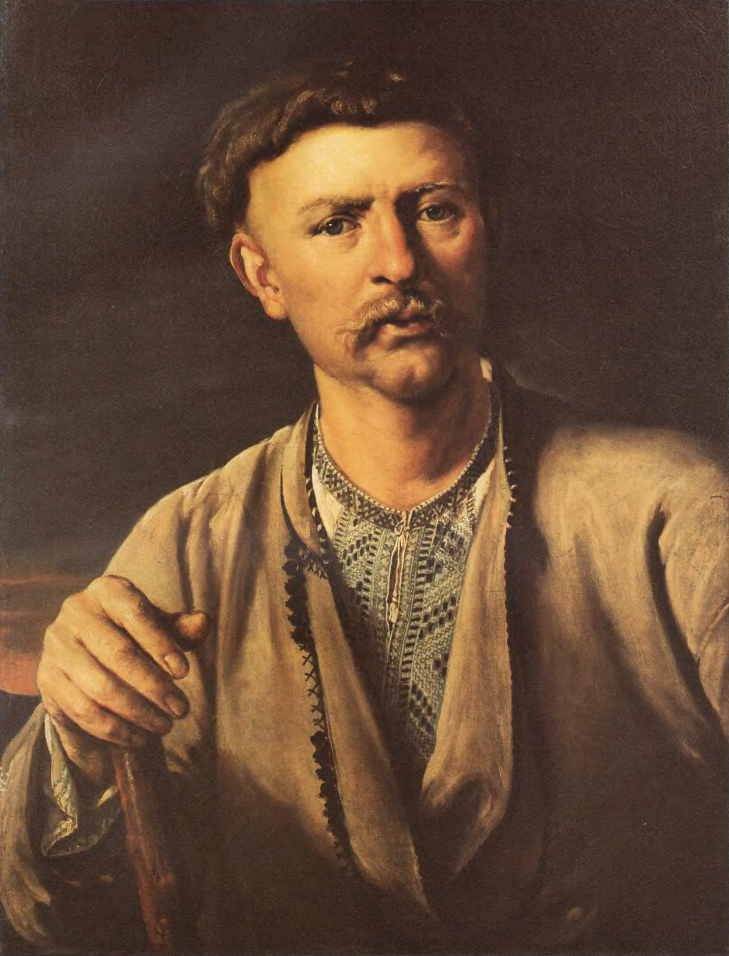
Vasili Tropinin, Ucraniano
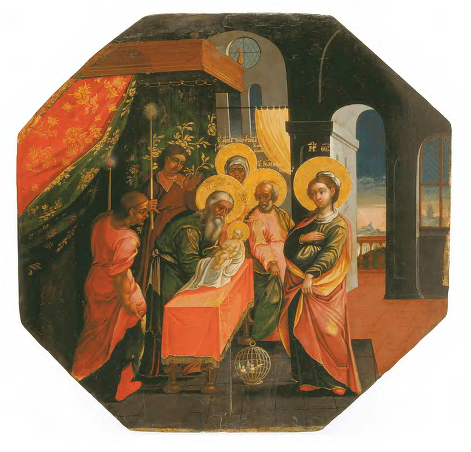
Presentación de Cristo en el templo, 1729
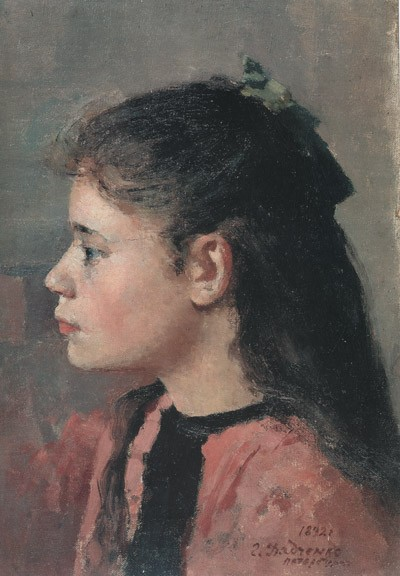
Hryhori Dyadchenko, Retrato de una chica, 1892